# Партизански рејон (Краснојарска Покрајина)
Партизански рејон (рус. Партиза́нский район) је општински рејон у источном делу Краснојарске Покрајине, Руске Федерације.
Административни центар рејона је село Партизанскоје (рус. Партизанское). Село се налази на 168 км удаљености источно од Краснојарска.
У XIX веку територија садашњег Партизанског округа била је део Рибинске територије. Партизански рејон је формиран 4. априла 1924. године под именом Перовски, да би 1925. добио данашње име. Рејон је најпре био део Сибирског, па Источносибирског региона, да би 7. децембра 1934. постао део Краснојарске Покрајине.
Суседни територије рејона су:
- север: Ујарски рејон;
- североисток: Рибински рејон;
- исток: Сајански рејон;
- југ: Курагински рејон;
- запад: Мански рејон.

Укупна површина рејона је 4.959 km².
Укупан број становника рејона је 9.782 (2014).